# Il y a longtemps que je t'aime (2008)
Il y a longtemps que je t'aime is een Franse dramafilm uit 2008 met regie van Philippe Claudel, die het verhaal zelf schreef. Het was de eerste speelfilmregie van de Franse romanschrijver. De titel van de film verwijst naar het Franse volksliedje À la claire fontaine over een verloren liefde, dat meermalen terugkomt in de film.

## Verhaal
Wanneer lerares Frans Léa Fontaine (Elsa Zylberstein) haar oudere zus Juliette (Kristin Scott Thomas) oppikt in een wachtruimte op een vliegveld, is dat de eerste keer sinds jaren dat de twee elkaar zien. Juliette is een arts die zojuist is vrijgekomen na een gevangenisstraf van vijftien jaar. Léa heeft amper herinneringen aan de tijd die ze samen als kind doorbrachten en Juliette verdween achter slot en grendel vóór haar zusje de kindertijd ontgroeide. Nu wil de jongste van de twee haar oudere zus opnieuw leren kennen door haar voorlopig onderdak te bieden in Nancy bij haar thuis, haar man de taalonderzoeker Luc (Serge Hazanavicius), zijn vader Paul (Jean-Claude Arnaud) en hun twee geadopteerde Vietnamese dochtertjes P'tit Lys (Lise Ségur) en Kaisha (Souad Mouchrik). Léa wilde zelf geen kinderen baren, al zou ze dat wel kunnen. Juliette merkt op dat het door haar komt, dat Léa geen kinderen wil krijgen. Luc ziet het verblijf van Juliette bij aanvang eigenlijk helemaal niet zitten. Hij kan zich niets voorstellen bij de misdaad die Juliette vijftien jaar geleden beging, toen ze haar eigen zesjarige zoontje Pierre om het leven bracht.
De - passieve - weerstand van Luc is niet de enige frictie die Juliette ondervindt wanneer ze probeert een nieuw leven op te bouwen. Ze heeft grote moeite zich sociaal met andere mensen in te laten en werkgevers staan niet te springen om haar aan te nemen vanwege haar verleden. Wanneer ze tijdens een etentje met collega's van Léa van school, na lang aandringen van een van hen, meer duidelijkheid geeft over waarom die nooit hebben geweten dat Léa een zus heeft, merkt ze op dat dat komt doordat ze vijftien jaar vast zat voor een moord. De gehele tafel denkt dat ze daarmee Lea's aandringerige collega de mond wilde snoeren, alleen Michel (Laurent Grévill) voelt aan dat ze de waarheid sprak. Hij werkte jarenlang drie dagen per week in een huis van bewaring en veroordeelt haar niet. In plaats daarvan probeert hij, net als Léa, Juliette te leren kennen en begrijpen, terwijl die stukje bij beetje uit haar schulp kruipt. 
Tegen het eind van de film wordt duidelijk dat het kind een ernstige progressieve ziekte had. In de film is een medische uitslag te zien met op de achterkant een gedicht van het zoontje van Juliette. Er is sprake van een cerebrosidase van nul, passend bij de erfelijke ziekte van Gaucher, in het verhaal een aflopende lysosomale stapelingsziekte. Juliette kon het toenemende lijden van haar zoontje niet aanzien en paste euthanasie op hem toe, die ze nooit had toegelicht.

## Rolverdeling
- Kristin Scott Thomas als Juliette Fontaine
- Elsa Zylberstein als Léa
- Serge Hazanavicius als Luc
- Laurent Grévill als Michel
- Frédéric Pierrot als capitaine Fauré
- Jean-Claude Arnaud als Papy Paul
- Catherine Hosmalin als integratie-adviseur
- Claire Johnston als moeder
- Lise Ségur als P'tit Lys
- Mouss Zouheyri als Samir

## Muziek
Afgezien van de filmmuziek van Jean-Louis Aubert klinkt aan het begin en eind van de film op DVD het chanson Dis, quand reviendras-tu? (1964, vertaalde titel: Zeg wanneer kom je terug?) van de Franse zangeres Barbara in een andere uitvoering met gitaarbegeleiding. De twee kleine meisjes zingen Meunier, tu dors, ton moulin va trop vite. Aan de piano zingen Léa en Juliette samen À la claire fontaine, het lied waaraan de titel van de film is ontleend en dat hen aanspreekt vanwege hun achternaam Fontaine.

## Prijzen
- Europese actrice van het jaar, 2008 - Kristin Scott Thomas
- BAFTA voor Beste niet-Engelstalige film, 2009
- César voor Beste debuutfilm, 2009 - Philippe Claudel
- César voor Beste vrouwelijke bijrol, 2009 - Elsa Zylberstein

## Gelijknamige film
Eerder verscheen de gelijknamige Franse film Il y a longtemps que je t'aime (1979) van Jean-Charles Tacchella met een ander verhaal. 